# Sandra Krantz
Sandra Krantz, född 25 september 1975, är en svensk fotbollsspelare som är spelande tränare i Skövde KIK. Krantz spelar som anfallare. Hon kom till Skövde från Falköpings KIK och spelade dessförinnan i IFK Jönköping. Sandra är född och uppvuxen i Skövde, där hon började spela fotboll i IFK Skövde.